# Jeep IKA
El Jeep IKA es un vehículo todoterreno producido por el fabricante argentino Industrias Kaiser Argentina. Lanzado oficialmente en el año 1956 siendo el primer coche motor fabricado oficialmente por IKA. El mismo, era un todoterreno basado en el modelo Jeep Willys, fabricado en Estados Unidos por la Willys Overland y cuyos derechos de producción le fueron cedidos a IKA, gracias a los lazos que unían a la empresa argentina con la norteamericana Kaiser, adquirida por Willys en 1953 y resultando de ello la fusión conocida como Kaiser-Jeep.
La producción del Jeep en Argentina marcaría un hito en la historia de la producción industrial de ese país, ya que daría pie a la producción de otros modelos por parte de IKA, aún después de la adquisición de Kaiser-Jeep por parte de la American Motors Corporation. Gracias a esta fusión, surgirían más tarde nuevos productos que cimentarían la producción nacional, como el Kaiser Carabela, la IKA Estanciera, la Jeep Gladiator o el IKA-Renault Torino.
El Jeep IKA a lo largo de su carrera productiva, presentó diferentes versiones de carrocería, siendo estas la clásica descapotable con cabina abierta, la pick-up de cabina simple cerrada o la versión de carga con carrocería completa, todas equipadas con el mismo sistema mecánico consistente en un motor de 4 cilindros en línea, caja de tres velocidades y tracción trasera, con posibilidad en algunas versiones de equipar con un sistema de transferencia de tracción a las cuatro ruedas.

## Historia

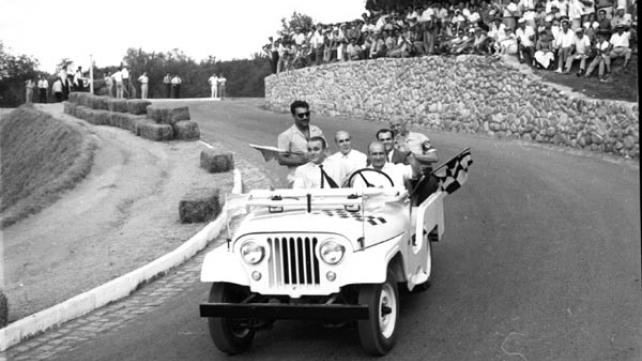
Fangio manejando un Jeep antes de que la F1 corriera en Parque Sarmiento en el año 1960.

El 27 de abril de 1956 se fabrica oficialmente el primer Jeep IKA (basado en el Willys CJ5), en la planta de Santa Isabel en Córdoba, Argentina. En septiembre de ese año se fabrica el primer modelo pick-up.
Este jeep contaba al comienzo con un motor Continental 4L 151 de 4 cilindros con tracción en las 4 ruedas (4x4) a través de caja reductora , modelo opcional; o bien con tracción simple (4x2 caja de cambios simple, tracción trasera) . Se produjeron más de 4 modelos entre: JA-2P, JA-3U, JA-3C y JA-1MA.
Se desarrollaron básicamente para las zonas rurales, aunque fueron muy populares también en las zonas urbanas.
El Ejército Argentino solicitó también la fabricación de un modelo especial para sus requerimientos.
Además de los ya mencionados Jeep, se fabricaron versiones similares como el IKA Estanciera y el Jeep baqueano, ambos también descendientes de modelos norteamericanos.
La fabricación del Jeep IKA en Argentina cesó a finales de la década de 1970, se encontraba en un profundo proceso de transición hasta transformarse en Renault Argentina.
Este modelo fue restaurado en la planta Renault por dos grandes restauradores: Pedro Nicolás Grimozzi y su hijo Carlos Alejandro Grimozzi.